# Lego DC Super Hero Girls
Lego DC Super Hero Girls est une gamme du jeu de construction Lego créée fin 2016. Dérivé de la licence homonyme et de sa série animée, il poursuit le désir de séduire un public « féminin », après les gammes Friends, Disney Princess (actuelle Disney) et Elves, toutes gammes qui reprennent le design de mini-poupées introduites par Lego Friends au lieu des figurines traditionnelles.

## Historique
Les six premiers sets prévus pour décembre 2016 sont dévoilés au New York Comic Con d'octobre 2016. Il est d'ailleurs créé un set exclusif pour l'émission, contenant simplement une figurine de Batgirl : Batgirl (sans numéro). La figurine est identique à celle de l'ensemble 41230 La poursuite en batjet de Batgirl.

## Sets

### 2016
| Nom original               | Nom français                          | No de référence | Date de sortie | Nbr de pièces | Figurines                                                   |
| -------------------------- | ------------------------------------- | --------------- | -------------- | ------------- | ----------------------------------------------------------- |
| Batgirl                    | Batgirl                               | NC              | octobre 2016   | 5             | Batgirl                                                     |
| Batgirl batjet chase       | La poursuite en batjet de Batgirl     | 41230           | décembre 2016  | 206           | Batgirl, Kryptomite                                         |
| Harley Quinn to the rescue | L'opération de secours d'Harley Quinn | 41231           | décembre 2016  | 217           | Harley Quinn, Steve Trevor, 2 Kryptomites                   |
| Super Hero High School     | L'école des super-héros               | 41232           | décembre 2016  | 712           | Supergirl, Poisson Ivy, Lena Luthor, Frankie, 2 Kryptomites |
| Lashina Tank               | Le tank de Lashina                    | 41233           | décembre 2016  | 145           | Lashina, Krypto, Kryptomite                                 |
| Bumbleblee helicopter      | L'hélicoptère de Bumbleblee           | 41234           | décembre 2016  | 142           | Bumbleblee, 2 Kryptomites                                   |
| Wonder Woman Dorm          | La chambre de Wonder Woman            | 41235           | décembre 2016  | 186           | Wonder Woman, Kryptomite                                    |

### 2017
| Nom original                   | Nom français                   | No de référence | Date de sortie            | Nbr de pièces | Figurines                                     |
| ------------------------------ | ------------------------------ | --------------- | ------------------------- | ------------- | --------------------------------------------- |
| Krypto saves the day           | Krypto sauve la situation      | 30546           | Du 1er au 25 février 2017 | 56            | Krypto, Kryptomite                            |
| Harley Quinn dorm              | La chambre d'Harley Quinn      | 41236           | juin 2017                 | 176           | Harley Quinn, Kryptomite                      |
| Batgirl dorm                   | Le bunker secret de Batgirl    | 41237           | juin 2017                 | 351           | Batgirl, Mad Harriet                          |
| Lena Luthor Kryptomite factory | L'usine à Kryptomite de Lena   | 41238           | juin 2017                 | 432           | Supergirl, Krypto, Lena Luthor, 3 Kryptomites |
| Eclipso dark palace            | Le palais maléfique d'Eclipsio | 41239           | juin 2017                 | 1 078         | Wonder Woman, Flash, Eclipso, 3 Kryptomite    |

## Films
- 2017 : LEGO DC Super Hero Girls : Rêve ou Réalité de Todd Grim
- 2018 : LEGO DC Super Hero Girls : Le Collège des super-méchants d'Elsa Garagarza